# SB Tw 20–29
Die SB Tw 20–29 waren elektrische Schmalspur-Triebwagen der österreichischen Südbahn-Gesellschaft (SB).

## Geschichte

### Einsatz auf der Lokalbahn Mödling–Hinterbrühl
Die Fahrzeuge wurden 1903 für den Betrieb auf der Lokalbahn Mödling–Hinterbrühl beschafft.
Sie wurden erforderlich, weil die aus 1883 stammenden acht Triebwagen der Reihe SB Tw 1–15 nicht mehr ausreichten, den Verkehr zu bewältigen.
Gleichzeitig erfolgte ein Umbau der Stromversorgung in der Kraftzentrale in Mödling.
Darüber hinaus wurde die Oberleitung so umgestaltet, dass nur mehr eine Leitung notwendig war und die Rückleitung über die Schienen erfolgte.
Die acht alten Triebwagen wurden in Beiwagen umgebaut.

Triebwagen 26

Als 1924 die BBÖ den Betrieb auf der Lokalbahn übernahm, behielt sie die Betriebsnummern der Fahrzeuge bei. Nach der Stilllegung der Bahn 1932 wurden die Fahrzeuge abgestellt.

### Verbleib nach 1932
Nach dem Anschluss Österreichs setzte die Deutsche Reichsbahn vier der seit 1932 abgestellten Triebwagen zur sächsischen Schmalspurbahn Klingenthal–Sachsenberg-Georgenthal um. Im Einzelnen handelte es sich hierbei um die Nummern 20, 21, 26 und 27. Sie erhielten nachträglich geschlossene Einstiegsplattformen, Trichterkupplungen, Fahrtrichtungsanzeiger sowie einen Scherenstromabnehmer und wurden ab 1939 eingesetzt, jedoch wurden zwei Wagen aufgrund ihrer schwachen Leistung noch vor 1945 zu Beiwagen umgebaut. Die Wagen wurden wie folgt umbenannt:
- Tw 20 = ET 198 01
- Tw 21 = ET 198 02
- Tw 26 = EB 198 01
- Tw 27 = EB 198 02

Der neue Wagenkasten des ET 198 02 von der Seite

Der neue Wagenkasten des ET 198 02 von vorne

1946 erhielt der ET 198 02 im Reichsbahnausbesserungswerk Dessau einen neuen Wagenkasten, der sich optisch stark an den Klingenthaler Bestandsfahrzeugen des Baujahrs 1917 orientierte. Als Besonderheit verfügte er nach seinem Umbau jedoch nur noch auf einer Fahrzeugseite über Türen. Dies war nur deshalb möglich weil sich bei der Schmalspurbahn Klingenthal–Sachsenberg-Georgenthal alle Bahnsteige auf der gleichen Seite befanden.
Nach der in den Jahren 1956 bis 1958 erfolgten Modernisierung des Fahrzeugparks wurden die österreichischen Fahrzeuge in Klingenthal entbehrlich und wurden mit Ausnahme des modernisierten Wagens ET 198 02 (der als Reservefahrzeug im Bestand verblieb) bis spätestens 1959 ausgemustert und verschrottet. Nach der 1964 erfolgten Betriebseinstellung der Klingenthaler Bahn gelangte der ET 198 02 zusammen mit den Neubaufahrzeugen der Klingenthaler Bahn zur Straßenbahn Plauen, wo er jedoch nicht mehr eingesetzt wurde und auch keine neue Nummer erhielt. Vielmehr wurde er 1967 aufgearbeitet sowie mit der historisch falschen Nummer 22 versehen und kehrte noch im gleichen Jahr als Geschenk der Plauener Stadtverwaltung in seine österreichische Heimat zurück. Dort wurde er auf einem kurzen Schienenstück gegenüber der Pfarrkirche in Hinterbrühl als Denkmal aufgestellt. Aufgrund laufender Beschädigungen durch Witterung und Vandalismus kam er dann jedoch 1998 zum Österreichischen Omnibusmuseum (ÖOM) nach Ternitz, dort ist er seither unzugänglich in einer Halle hinterstellt.
Die restlichen Triebwagen wurden an die Straßenbahn Teplitz-Schönau verkauft. Die Wagen 24 und 25 wurden bald zur Straßenbahn Brüx abgegeben, wo sie als Reservefahrzeuge nur selten eingesetzt wurden. Von den verbliebenen vier Wagen wurden zwei in Arbeitstriebwagen umgebaut. Als keine Ersatzteile für die elektrische Ausrüstung mehr zu erhalten waren, wurden die drei Triebwagen in Beiwagen umgebaut.
Beiwagen Nummer 14 blieb bis 1982 verschollen, nachdem ihn ein Eisenbahner aus den Beständen der Bahn, die noch bis 1939 am Bahnhof Mödling abgestellt waren, entfernt hatte. Heute gehört er dem Mödlinger Stadtverkehrsmuseum, welches in der ehemaligen Fahrzeughalle der Lokalbahn eingerichtet wurde. Zurzeit befindet er sich jedoch in Amstetten, wo er rekonstruiert wird.